# Serianus gratus
Espèce
Serianus gratus est une espèce de pseudoscorpions de la famille des Garypinidae.

## Distribution
Cette espèce se rencontre en Jamaïque, à Aruba, à Curaçao, à Bonaire, au Belize, aux États-Unis en Floride, au Venezuela et en Colombie.

## Publication originale
- Hoff, 1964 : The pseudoscorpions of Jamaica. Part 3. The suborder Diplosphyronida. Bulletin of the Institute of Jamaica, Science Series, vol. 10, no 3, p. 1-47.